# Подлесный, Сергей Антонович
Серге́й Анто́нович Подле́сный (10 января 1942, Красноярск — 25 июня 2017, там же) — советский и российский инженер и радиотехник. Кандидат технических наук, профессор. В 1996—2006 годы — ректор Красноярского государственного технического университета. В 2007—2011 годы — проректор по магистратуре и территориальной образовательной сети Сибирского федерального университета. С 2011 года — советник ректора Сибирского федерального университета.

## Биография
Родился 10 января 1942 года в Красноярске.
С золотой медалью окончил среднюю школу № 33 (ныне — гимназия № 2) Красноярска и поступил в Красноярский педагогический институт.
В марте 1961 года перевёлся в Красноярский политехнический институт, который окончил с отличием в 1965 году по специальности «Конструирование и технология производства радиоаппаратуры».
Окончил аспирантуру Красноярского политехнического института и защитил диссертацию на соискание учёной степени кандидата технических наук.
Прошёл путь от инженера кафедры вычислительной техники, старшего преподавателя, доцента, заведующего кафедрой, декана факультета, проректора по учебной работе и первого проректор Красноярского политехнического института.
В 1996—2006 годы — ректор Красноярского государственного технического университета.
В 2007—2011 годы — проректор по магистратуре и территориальной образовательной сети Сибирского федерального университета.
С 2011 года — советник ректора Сибирского федерального университета.
Директор Ведущего научно-образовательного центра «Информатика, информационные технологии и управление» (ВНОЦ ИИТУ) Сибирского федерального университета.
Член Ассоциации инженерного образования России, действительный член Академии проблем качества, действительный член Академии информатизации образования, действительный член Международной академии наук высшей школы, действительный член Академии экономической безопасности, действительный член Международной академии информатизации, член Красноярского краевого союза научных и инженерных объединений.
Председатель Красноярского регионального отделения Ассоциации инженерного образования России, член Правления Российской академии наук высшей школы, председатель Красноярского регионального отделения Международной академии наук высшей школы, член совета Учебно-методического объединения по образованию в области радиотехники, электроники, биомедицинской техники и автоматизации, президент Красноярского краевого союза научных и инженерных организаций, член редакционной коллегии журнала «Инженерное образование России».
Автор 250 научных и учебно-методических публикаций, в том числе 2 монографий и 3 учебных пособий.
Был женат, есть сын и четверо внуков. Увлекался литературой, классической музыкой и театром.
Умер 25 июня 2017 года после продолжительной болезни.

## Награды
- Заслуженный работник высшей школы Российской Федерации[5]
- Медаль Жукова[2][5]
- нагрудный знак «Почётный работник высшего профессионального образования Российской Федерации»[2]
- нагрудный знак «Почётный радист»[2][5]
- нагрудный Золотой знак «Герб города Красноярска»[5]
- 15 негосударственных наград.

## Научные труды

### Монографии и пособия
- Подлесный С. А. Преобразователи частоты на туннельных диодах : (учебное пособие) / С. А. Подлесный ; М-во высш. и сред. спец. образования РСФСР, Краснояр. политехн. ин-т. — Красноярск: Краснояр. политехн. ин-т, 1971. — 49 с. — 500 экз.
- Подлесный С. А. Расчёт систем АРУ транзисторных усилителей : (учебное пособие) / С. А. Подлесный ; М-во высш. и сред. спец. образования РСФСР, Краснояр. политехн. ин-т. — Красноярск: Краснояр. политехн. ин-т, 1972. — 56 с. — 500 экз.
- Принципы построения радиоприемных устройств на интегральных микросхемах : методические указания / М-во высш. и сред. спец. образования РСФСР, Краснояр. политехн. ин-т; сост. С. А. Подлесный. — Красноярск: Краснояр. политехн. ин-т, 1975. — 61 с. — 500 экз.
- Подлесный С. А., Эйдлин А. А. Применение ЭВМ для анализа и проектирования радиотехнических систем: учеб. пособие / С. А. Подлесный, А. А. Эйдлин; М-во высш. и сред. спец. образования РСФСР, Краснояр. политехн. ин-т. — Красноярск: КПИ, 1988. — 107 с. — 500 экз.
- Подлесный С. А., Перфильев Ю. С. Российское образование: состояние и перспективы развития: обзорное издание / С. А. Подлесный, Ю. С. Перфильев; М-во образования Рос. Федерации, Краснояр. гос. техн. ун-т, Сиб. регион. учеб.-метод. центр высш. проф. образования. — Красноярск: КГТУ, 2003. — 64 с. — 100 экз.
- Подлесный С. А., Перфильев Ю. С. Интеллектуальный потенциал Сибирского федерального округа / С. А. Подлесный, Ю. С. Перфильев ; Краснояр. гос. техн. ун-т, Сиб. регион. учеб.-метод. центр высш. проф. образования. — Красноярск: КГТУ, 2003. — 36 с. — 100 экз.
- Подлесный С. А., Масальский Г. Б., Барыбин П. А. Сравнение учебных планов по направлению "Электротехника" вузов Франции и КГТУ // Совершенствование систем управления качеством подготовки специалистов : материалы Всероссийской научно-методической конференции, 24-26 марта 2004 г., Красноярск / М-во образования Рос. Федерации, Краснояр. гос. техн. ун-т и др.; под ред. С. А. Подлесного. — Красноярск: КГТУ, 2004. — 424 с.
- Словарь терминов : словарь / Краснояр. гос. техн. ун-т ; сост. С. А. Подлесный, Т. В. Сильченко. — Красноярск: КГТУ, 2004. — 23 с. — (Система менеджмента качества КГТУ). — 200 экз.
- Подлесный С. А. 50 лет со дня принятия постановления Красноярского крайкома КПСС об открытии в Красноярске политехнического вуза (ныне Красноярский государственный технический университет) // Край наш Красноярский : календарь знаменательных и памятных дат на 2006 год / Гос. универс. науч. б-ка Краснояр. края; сост. Г. М. Гайнутдинова, Н. В. Фефелова ; ред. Г. Ф. Заграбчук, Ю. Н. Шубникова. — Красноярск: ГУНБ, 2005. — С. 43—46. — 167 с. — 200 экз.
- Подлесный С. А., Зандер Ф. В. Устройства приёма и обработки сигналов: учебное пособие для студентов вузов, обучающихся по направлению подготовки магистров 210300.68 "Радиотехника" / С. А. Подлесный, Ф. В. Зандер ; М-во образования и науки Рос. Федерации, Сиб. федерал. ун-т, Ин-т инж. физики и радиоэлектроники. — Красноярск: Сибирский федеральный университет, 2011. — 352 с. — 500 экз. — ISBN 978-5-7638-2263-2.

### Статьи
- Подлесный С. А. Научное и кадровое сопровождение инновационно-инвестиционной деятельности региона // Достижения науки и техники - развитию сибирских регионов. Ч. 2. — 2000. — С. 16—17.
- Подлесный С. А., Васильева З. А. Инвестиционный паспорт вуза // Достижения науки и техники - развитию сибирских регионов. Ч. 2. — 2000. — С. 32—33.
- Александров К. С., Беляков Г. П., Подлесный С. А., Проворов А. С., Лепешев А. А., Овчинников С. Г., Паршин А. С., Патрин  Г. С., Слабко В. В. Подготовка кадров высшей квалификации в Красноярском научно-образовательном центре высоких технологий (КНОЦ ВТ). Ч. 2 // Достижения науки и техники - развитию сибирских регионов. — 2000. — С. 54—55.
- Подлесный С. А., Перфильев Ю. С., Сарафанов А. В. Стратегия развития региональных государственно-общественных объединений вузов // Повышение качества непрерывного профессионального образования : материалы Всероссийской научно-методической конференции с международным участием, 20-22 апреля 2006 г. Красноярск. : в 2 ч. Ч. 1 / Краснояр. гос. техн. ун-т и др.; редкол.: С. А. Подлесный (науч. ред.), Ю. С. Перфильев (отв. за вып.), П. А. Барыбин. — Красноярск: КГТУ, 2006. — С. 37—40. — 395 с. — 300 экз. — ISBN 5-7636-0794-5.
- Подлесный С. А., Перфильев Ю. С. Общие подходы к развитию профессионального образования в регионе // История науки и образования в Сибири : сборник материалов Всероссийской научной конференции с международным участием, г. Красноярск, 15-16 ноября 2005 г. / Рос. гуманит. науч. фонд, Адм. Краснояр. края, ГОУ ВПО "Краснояр. гос. пед. ун-т им. В. П. Астафьева"; отв. ред. Я. М. Кофман. — Красноярск: КГПУ, 2006. — С. 234-246. — 403 с. — 200 экз. — ISBN 5-85981-127-6.
- Подлесный С. А. Развитие системы качества Сибирского федерального университета // Повышение качества высшего профессионального образования : материалы Всероссийской научно-методической конференции, 9-10 октября 2008 г. Красноярск : в 2 частях. Ч. 1 / ФГОУ ВПО "Сиб. федерал. ун-т" и др. ; редкол.: В. И. Колмаков (науч. ред.), С. А. Подлесный (отв. за вып.), А. В. Сарафанов. — Красноярск: СФУ, 2008. — С. 12-15. — 339 с. — 180 экз.
- Олейников Б. В., Подлесный С. А. О концепции «экосистема обучения» и направлениях развития информатизации образования // Знание. Понимание. Умение. — 2013. — № 4.